# Willy Schärer
Pour les articles homonymes, voir Schärer.
Wilhelm Schärer, dit Willy Schärer, né le 20 septembre 1903 et mort le 20 novembre 1982, est un athlète suisse, vice-champion olympique lors des Jeux olympiques d'été de 1924 à Paris.
Paavo Nurmi remporte le 1 500 mètres en 3 min 53 s 6 devant Willy Schärer, auteur d'un temps de 3 min 55 s 0 et Henry Stallard en 3 min 55 s 6.

## Palmarès

### Jeux olympiques
- Jeux olympiques d'été de 1924 à Paris (France)
  -  Médaille d'argent sur 1 500 m